# Ітабіра (мікрорегіон)

Ітабіра на карті штату Мінас-Жерайс

Ітабіра (порт. Microrregião de Itabira) — мікрорегіон в Бразилії, входить в штат Мінас-Жерайс. Складова частина мезорегіону Агломерація Белу-Оризонті. Населення становить 370 865 чоловік на 2006 рік. Займає площу 7998,818 км². Густота населення — 46,4 чол./км².

## Склад мікрорегіону
До складу мікрорегіону включені наступні муніципалітети:
1. Алвінополіс
2. Баран-ді-Кокайс
3. Бела-Віста-ді-Мінас
4. Бон-Жезус-ду-Ампару
5. Катас-Алтас
6. Діонізіу
7. Феррус
8. Ітабіра
9. Ітамбе-ду-Мату-Дентру
10. Жуан-Монлеваді
11. Нова-Ера
12. Нова-Уніан
13. Ріу-Пірасікаба
14. Санта-Барбара
15. Санта-Марія-ді-Ітабіра
16. Сан-Домінгус-ду-Прата
17. Сан-Гонсалу-ду-Ріу-Абайшу
18. Сан-Жозе-ду-Гоябал
19. Такуарасу-ді-Мінас

| Бразилія | Це незавершена стаття з географії Бразилії. Ви можете допомогти проєкту, виправивши або дописавши її. |